# Tuska
Albums de Metsatöll
Ulg
(2011) Karjajuht
(2014)
Tuska est un album live du groupe de Folk metal estonien Metsatöll,,,. Le nom de l'album est tout simplement le nom du festival lors duquel le concert a été enregistré. Sur le DVD se trouve en plus du concert les clips de Vaid vaprust et de Küü.

## Liste des titres
Toutes les paroles sont écrites par Metsatöll, toute la musique est composée par Metsatöll.
| Disque | Disque       | Disque | Disque | Disque | Disque | Disque | Disque | Disque | Disque |
| No     | Titre        | Durée  |        |        |        |        |        |        |        |
| ------ | ------------ | ------ | ------ | ------ | ------ | ------ | ------ | ------ | ------ |
| 1.     | Sõjasüda     | 6:46   |        |        |        |        |        |        |        |
| 2.     | Küü          | 4:00   |        |        |        |        |        |        |        |
| 3.     | Tuletalguld  | 3:47   |        |        |        |        |        |        |        |
| 4.     | Kivine maa   | 4:23   |        |        |        |        |        |        |        |
| 5.     | Rabakannel   | 4:39   |        |        |        |        |        |        |        |
| 6.     | Kahjakaldad  | 4:31   |        |        |        |        |        |        |        |
| 7.     | Muhu õud     | 3:49   |        |        |        |        |        |        |        |
| 8.     | Äio          | 3:08   |        |        |        |        |        |        |        |
| 9.     | Vaid vaprust | 3:46   |        |        |        |        |        |        |        |
| 10.    | Minu kodu    | 6:02   |        |        |        |        |        |        |        |
| 44:51  |              |        |        |        |        |        |        |        |        |